# ویتاساری
ویتاساری (به لاتین: Viitasaari) یک منطقهٔ مسکونی در فنلاند است که در فنلاند مرکزی واقع شده‌است. ویتاساری ۱۴۰ متر بالاتر از سطح دریا واقع شده و ۶٬۴۶۷ نفر جمعیت دارد.